# Icchokas Meras

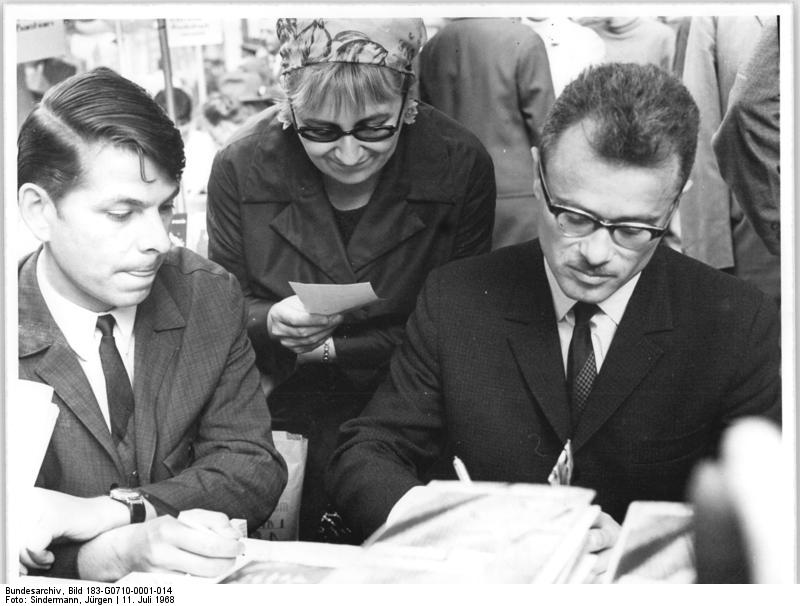
Icchokas Meras (rechts; 1968)

Icchokas Meras (* 8. Oktober 1934 in Kelmė; † 13. März 2014 in Tel Aviv) war ein litauischer Schriftsteller und Drehbuchautor.

## Leben
Meras wurde 1934 als Sohn jüdischer Eltern in Kelmė geboren, einer Stadt im Nordwesten Litauens mit einer der ältesten jüdischen Gemeinden des Landes. Während der deutschen Besetzung Litauens fielen seine Eltern im Sommer 1941 den Verfolgungen durch die Nazis zum Opfer. Meras entkam nur knapp. Später schrieb er: „Am 28. Juli 1941 wurde ich zur Erschießung an einen Graben geführt. Zufällig wurde entschieden, einige der Kinder zurückzuschicken. Ebenfalls zufällig schloss ich mich Leuten an, die das Leben eines siebenjährigen Kindes hochschätzten.“ Er und seine Geschwister wurden bis 1944 von einer litauischen Familie versteckt. In den Nachkriegswirren besuchte Meras das Gymnasium und entdeckte bald eine Neigung zum Schreiben, als er für eine Lokalzeitung arbeitete.
1958 machte Meras in Kaunas seinen Abschluss als Ingenieur für Fernmeldetechnik und zog nach Vilnius. Seine Freizeit widmete er überwiegend der Literatur. 1960 veröffentlichte er seinen Erzählband „Der gelbe Stern“, der auf seinen Kindheitserfahrungen mit der Judenverfolgung fußt. 1963 veröffentlichte er „Die Erde lebt“ und seinen ersten Roman „Remis für Sekunden“, sein international bekanntestes Werk. Sein zweiter Roman „Worauf ruht die Welt“ erschien 1965. 1966 und 1971 folgten „Die Mondwoche“ und „Der alte Springbrunnen“. 1971 veröffentlichte er seinen düsteren existenzialistischen Roman „Striptease, oder Paris-Rom-Paris“. Dieses Werk wurde im monatlich erscheinenden Literaturmagazin Pergalė veröffentlicht und wurde von der Führung der Litauischen Kommunistischen Partei rundweg abgelehnt.
1972 emigrierte er nach Israel, um dem wachsenden Druck der Autoritäten wegen seines „Abweichlertums“ zu entgehen.

## Werke
- Geltonas lopas, Erzählung 1960 (dt. „Der gelbe Stern“ / „Der gelbe Flicken“)
- Žemė visada gyva, Erzählung 1963 (dt. „Die Erde lebt“ / „Die Erde ist immer lebendig“)
- Lygiosios trunka akimirką, Roman 1964 (dt. „Remis für Sekunden“ ISBN 3-7466-1051-6)
- Ant ko laikosi pasaulis, Roman 1965 (dt. „Worauf ruht die Welt“ 1968)
- Mėnulio savaitė, Roman 1966 (dt. „Die Mondwoche“)
- Kai aš mažas buvau (Als ich klein war), Drehbuch 1968
- Birželis, vasaros pradžia (Juni, Sommeranfang), Drehbuch 1969
- Maža išpažintis (Eine kleine Beichte), Drehbuch 1970
- Senas fontanas, Erzählung 1971 (dt. „Der alte Springbrunnen“)
- Striptizas, arba Paryžius-Roma-Paryžius, Roman 1971 (dt. „Striptease, oder Paris-Rom-Paris“)
- Желтый лоскут (dt. „Laßt Benjukas nicht allein“ 1972)
- Sara, Roman 1982 (dt. „Sara“ 1992 ISBN 3-351-02198-4)